# Distretto di Chimán
Il distretto di Chimán è un distretto di Panama nella provincia di Panama con 3.343 abitanti al censimento 2010

## Geografia antropica

### Suddivisioni amministrative
Il distretto è suddiviso in cinque comuni (corregimientos):
- Chimán
- Brujas
- Gonzalo Vásquez
- Pásiga
- Unión Santeña